# El viaje de la familia Bourrichon
Le Voyage de la famille Bourrichon es una película francesa dirigida por Georges Méliès, estrenada en 1913. Esta es la última película realizada por el maestro Georges Méliès.

## Trama
Perseguida por sus deudores, la familia Bourrichon decide huir en un angustioso viaje en tren y pasan una noche en una posada embrujada antes de ser atrapados y tener que pagar sus deudas.